# Sciocoris longifrons
Sciocoris longifrons är en insektsart som beskrevs av Barber 1933. Sciocoris longifrons ingår i släktet markbärfisar, och familjen bärfisar. Inga underarter finns listade i Catalogue of Life.